# Moviment dels Focolars
El Moviment dels Focolars o Obra de Maria és un associació de fidels dins de l'Església catòlica, amb la finalitat de promoure la unitat i la fraternitat universal en l'amor al proïsme, (part de les seves premisses és l'anomenada regla d'or, present en gairebé totes les religions), per la qual es caracteritza per la seva forta vocació a l'ecumenisme i al diàleg interreligiós.
El Moviment dels Focolars comprèn diferents àmbits i «branques»: joves, infants, adults, sacerdots, consagrats, matrimonis, en diferents àrees professionals com educació, salut, economia, política, arts, etc. Són a més els impulsors de l'anomenada «economia de comunió».

## Història

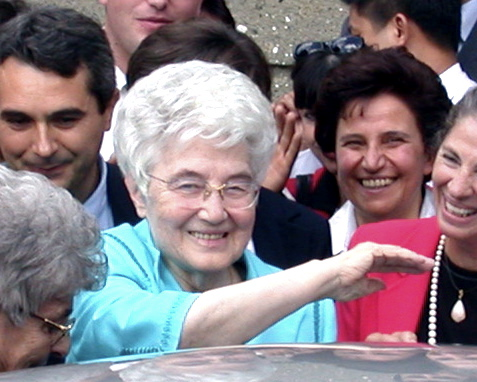
Chiara Lubich, fundadora del Moviment dels Focolars

El Moviment va ser fundat l'any 1943 a Trento per Chiara Lubich (1920-2008), que llavors era una jove italiana estudiant de filosofia que va haver d'abandonar els estudis a causa dels embats de la Segona Guerra Mundial. Segons Lubich, la premissa que les guiava a ella i les seves companyes era viure diàriament segons la paraula de l'Evangeli.
També es reconeixen com a cofundadors del moviment el sacerdot Pascuale Foresi, mort el 2015, i Igino Giordani, periodista, polític i escriptor, mort el 1980. L'organització va ser aprovada per la Santa Seu el 1962 i en els seus successius desenvolupaments des de llavors. També ha rebut reconeixements d'institucions cristianes no catòliques com les Esglésies Ortodoxa, Anglicana i Luterana, i de representants d'altres religions no cristianes (jueus, musulmans, budistes, hinduistes, animistes) i de diversos organismes culturals i internacionals.
L'any 2008 la teòloga i advocada italiana Maria Voce va assumir la direcció del moviment.

### Loppiano
Els focolars tenen una "ciutadella" al municipi (comune) de Figline e Incisa Valdarno on fan activitats de convivència, conferències, formació i pràctica de les seves formes d'entendre el catolicisme.

## Etimologia
La paraula «focolar» procedeix del furlà, i en la seva arrel, del llatí, «focus» = foc, «lar» = llar (foc de la llar). El terme després va ser adoptat pels focolars. Segons el canvi gramatical donat a la paraula focolar, encara que en furlà original significa focus de la llar, actualment se sol adjectivar en gran part del món com focolar a integrant del Moviment dels Focolars.

## Economia de comunió
L'economia de comunió és un projecte de desenvolupament econòmic de caràcter solidari desenvolupat pels focolars en què s'involucren empreses dels cinc continents. Els amos d'empreses que lliurement s'adhereixen al projecte decideixen posar-ne en comunió les utilitats aconseguides en funció de tres objectius:
- Ajudar a les persones que es troben en dificultats, creant nous llocs de treball i subvenint a les necessitats primàries, prioritzant els adherents del projecte.
- Difondre la cultura del donar i de l'amor.
- El desenvolupament de l'empresa.